# Calvarrasa de Abajo
Calvarrasa de Abajo è un comune spagnolo di 1 032 abitanti situato nella comunità autonoma di Castiglia e León.